# William Albert Allard
Pour les articles homonymes, voir Allard.
William Albert Allard est un photojournaliste américain né le 30 septembre 1937 à Minneapolis dans le  Minnesota.

## Biographie
Né le 30 septembre 1937 à Minneapolis, William Albert Allard est le fils d’un immigré suédois. élevé dans une famille de musiciens, il étudie à la Minneapolis School of Fine Arts et à l’Université du Minnesota dans l’espoir de devenir écrivain. Il s’inscrit aux cours de journalisme de l’Université du Minnesota au bout d’une année et obtient son diplôme en 1964 avec une double spécialisation en journalisme et photographie.
À la recherche d’un travail dans le domaine du photojournalisme, Allard rencontre Robert Gilka, directeur de la photographie du National Geographic et se voit proposer un stage en juin 1964.
Son travail le plus remarquable réalisé au cours de ce stage est un reportage devenu emblématique sur les communautés Amish qui illustre un article intitulé « Amish Folk : Plainest of Pennsylvania’s Plain People » publié en août 1965 dans le National Geographic.
En 1982, Allard publie son premier livre, Vanishing Breed, un essai photographique documentant le « vieil ouest américain ». En 1989, il publie son deuxième ouvrage, une rétrospective de son œuvre intitulée The Photographic Essay. 
Il a fait toute sa carrière au National Geographic, et en tant que contributeur à Magnum Photos.
Maître et pionnier de la photographie en couleurs, William Albert Allard est l’un des rares photographes de sa génération dont l’ensemble de l’œuvre professionnelle est en couleur. Il a été le premier récipiendaire du Photo Society Photographer’s Photographer Award.

## Publications
Liste non exhaustive
- (en) Vanishing Breed: Photographs of the Cowboy and the West, Bulfinch Press, 1984, 144 p. (ISBN 978-0821215654)
- (en) Portraits of America  (préf. Richard Ford), National Geographic, 2001, 256 p. (ISBN 978-0792264187)
- (en) Five Decades  (préf. William Kittredge), Focal Point, 2010, 304 p. (ISBN 978-1426206375)
- (fr + en + de) Paris - L’œil du flâneur, Vienne, Lammerhuber, 2017, 244 p. (ISBN 978-3903101036)

## Expositions
Liste non exhaustive
- 1999 : Blues Highway, Visa pour l’image Perpignan[2]
- 2004 : Musée d'art moderne de Téhéran[6]
- 2010 : Cinq décennies : une rétrospective, Visa pour l’image Perpignan[7]
- 2013 : Exposition du 125e anniversaire du magazine National Geographic, Annenberg Space for Photography (en), Los Angeles[6]
- 2018 : Aux racines de l’Amérique, 15e Festival Photo La Gacilly[8]

## Prix et récompenses
Liste non exhaustive
- 1982 : Western Heritage Award
- 1983 : Leica Medal of Excellence[9]
- 1984 : American Book Award[9]
- 1994 : Outstanding Achievement by an Alumni Award de l'Université du Minnesota[6]
- 2002 : Joseph A. Sprague Memorial Award
- 2004 : University of Minnesota School of Journalism and Mass Communications Award of Excellence
- 2010 : Photo Society Photographer’s Photographer Award[6].
- 2019 : Visa d’or d’honneur du Figaro Magazine au Festival international du photojournalisme, Visa pour l’image Perpignan[5]